# Desertos de trânsito

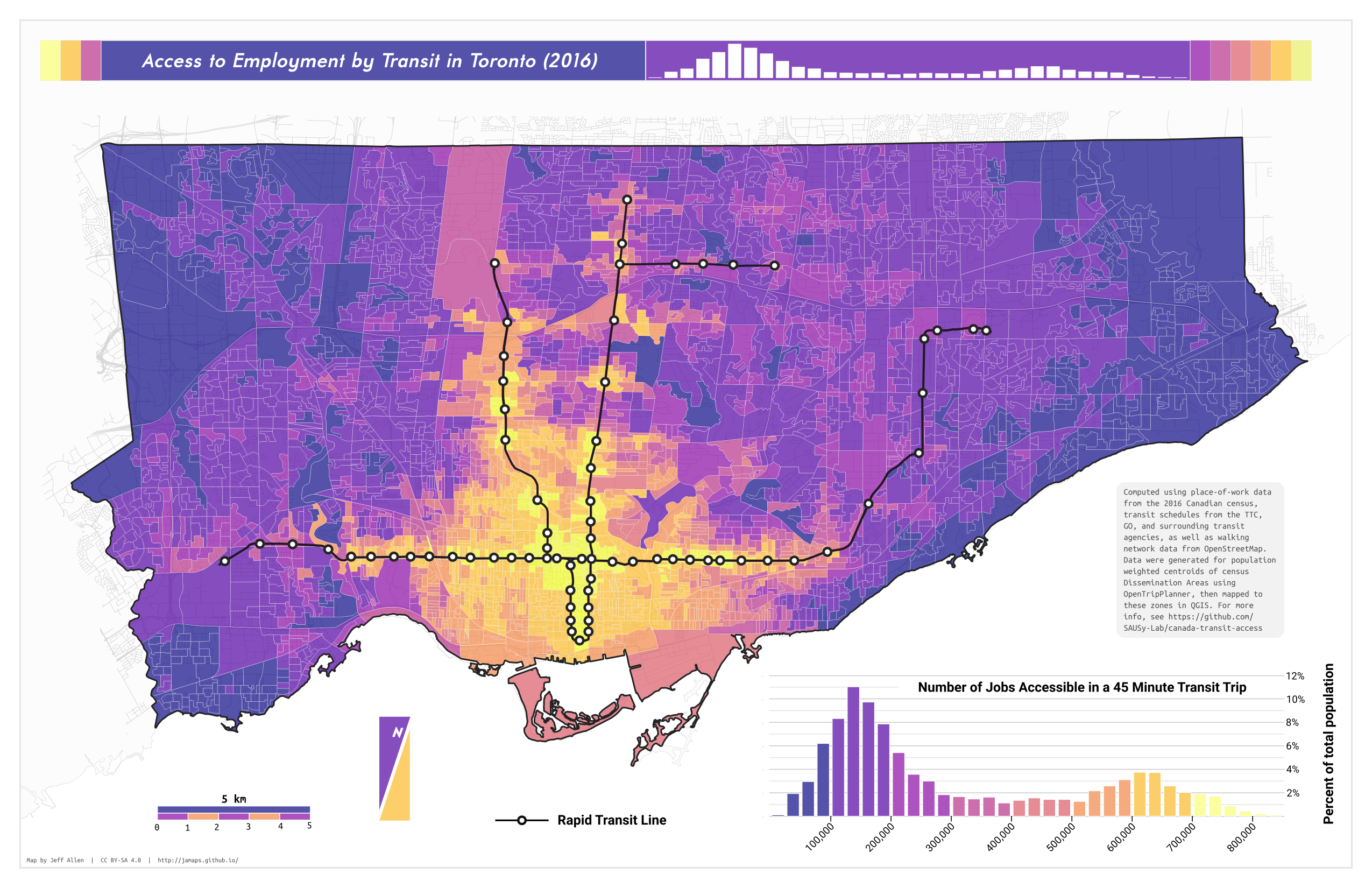
Acesso a empregos por transporte público em Toronto em 2016; observe que o mapa não inclui a extensão do trecho oeste da Linha 1 Yonge – University até o município suburbano de Vaughan ao norte-noroeste, inaugurado no final de 2017

Desertos de trânsito é uma área com oferta limitada de transporte. Desenvolvidos a partir do conceito de desertos alimentares, vários métodos foram propostos para medir a ausência de transporte  Os desertos de trânsito são geralmente caracterizados por opções precárias de transporte público e, possivelmente, infraestrutura precária para bicicletas, calçadas ou estradas. A ausência de opções de transporte presentes em tais locais pode ter efeitos negativos na saúde das pessoas, nas perspectivas de emprego e na mobilidade econômica .

## História
O termo “deserto” tem sido aplicado de diversas maneiras a áreas que carecem de serviços essenciais, como bancos, acesso a alimentos ou mesmo livros. A ideia de desertos de trânsito foi cunhada pelo Dr. Junfeng Jiao e Maxwell Dillivan, aparecendo pela primeira vez impressa em 2013. Desde então, o conceito de desertos de trânsito foi expandido e surgiram definições e técnicas de medição concorrentes.

## Definições

### Medições baseadas em falta
As técnicas de medição baseadas em lacunas são a definição mais proeminente e bem definida de desertos de trânsito. Esses métodos normalmente usam métodos baseados em Sistemas de Informação Geográfica (GIS) para medir a lacuna entre a oferta e a demanda de transporte. Estes métodos quantificam a procura e a oferta e depois subtraem a procura da oferta, a fim de encontrar a “lacuna” no serviço de trânsito. As áreas que ficam abaixo de um determinado limite são denominadas “desertos de trânsito”. Usando este método, o estudo descobriu que quase todas as cidades dos Estados Unidos têm desertos de trânsito. Estudos demonstraram que os distritos comerciais centrais quase nunca são desertos de trânsito, mas a localização das áreas desérticas de trânsito podem variar de fora considerável em diferentes cidades.

### Definição de ausência de trânsito
Surgiu também uma definição mais informal de desertos de trânsito, segundo a qual as zonas que não dispõem de algum tipo de transporte, na maioria das vezes transportes públicos como autocarros e paragens de metro, são designadas por desertos de trânsito. Por vezes, esta definição foi ampliada ou ligeiramente modificada para se referir zonas que não dispõem de um determinado tipo de transporte, como "desertos de metrô".

## Implicações
As causas dos desertos de transporte são muito debatidas. Alguns citam a expansão suburbana e as políticas deliberadamente segregacionistas como algumas das principais causas dos desertos de trânsito. Outros ainda afirmam que os desertos de trânsito são frequentemente o resultado de más práticas de planejamento e que um melhor planeamento do trânsito pode ajudar a atenuá-los.